# Caspar David Friedrich. Kunst für eine neue Zeit
Caspar David Friedrich. Kunst für eine neue Zeit war eine Jubiläumsausstellung zum 250. Geburtstag von Caspar David Friedrich. Sie fand vom 15. Dezember 2023 bis zum 1. April 2024 in der Hamburger Kunsthalle statt. Die Kuratoren waren Markus Bertsch und Johannes Grave.
In der Retrospektive wurden über 60 Gemälde und um die 100 Zeichnungen ausgestellt, darunter auch Arbeiten von Künstlerfreunden Friedrichs, wie Carl Gustav Carus, Johan Christian Dahl, August Heinrich und Georg Friedrich Kersting. Zentrales Thema der Ausstellung war „das neuartige Verhältnis von Mensch und Natur in Friedrichs Landschaftsdarstellungen“ und die Impulse, die im ersten Drittel des 19. Jahrhunderts von seinem Werk ausgingen, „um die Gattung der Landschaft zur ‚Kunst für eine neue Zeit‘ zu machen“.
Ergänzt wurde die Show durch 20 Werke der Friedrich-Rezeption in der zeitgenössischen Kunst.

## Liste der ausgestellten Werke Caspar David Friedrichs
Erläuterungen:

Grundsätzlich werden alle Angaben in der Werkliste durch Quellen belegt. Die Auflistung der genutzten Quellen erfolgt in folgender Aufstellung:

{c} = Helmut Börsch-Supan, Karl Wilhelm Jähnig: Caspar David Friedrich. Gemälde, Druckgraphik und bildmäßige Zeichnungen. Prestel Verlag, München 1973, ISBN 3-7913-0053-9

{d} = Christina Grummt: Caspar David Friedrich. Die Zeichnungen. Das gesamte Werk. 2 Bde., München 2011.

{m} = Informationen von den entsprechenden Webseiten der Museen. (Stand Juni 2024)

Spalten:

1. Spalte (Kat.): Kapitelangabe (1-12), Seitenangabe der Abb., dann Katalog-Nr. des Ausstellungskataloges

2. Spalte {d}: Seitenangabe, dann Nr. des Werkverzeichnisses der Zeichnungen

3. Spalte: Seitenangabe, dann Nr. des Werkverzeichnisses der Gemälde (={c}); Abbildung

4. Spalte: Werktitel, Technikangabe verschiedener Quellen [Lwd.=Leinwand]

7. Spalte: Standort des Werkes, Inventarnummer
| Kat.           | {d}                   | Werke                    | Titel + Technik | Jahr                                         | cm                        | Museum |
| -------------- | --------------------- | ------------------------ | --- | -------------------------------------------- | ------------------------- | --- |
| (1) 73 • 1     | {d} 243f. • 239       | {c} 248f. • 36           | ● Selbstbildnis {c,d,m} T Schwarze Kreide, auf Velin | 1800 {m} 1800 c {d}                          | 42 × 27,6 {m}             | Kopenhagen, Statens Museum for Kunst, Gemäldesammlung Inv-Nr. KKSgb5006                                                               |
| (1) 74 • 2     | {d} 359f. • 359       | {c} 263 • 73             | ● Selbstbildnis (Vorzeichnung zum Holzschnitt) {d} - Selbstbildnis im Profil {c} - Bildnis des Bruders Christian Friedrich (Selbstbildnis?) {m} T Feder in Schwarz, Bleistift, auf Velin (fleckig) | 1802 c {d,m}                                 | 13,7 × 9,7 {m}            | Hamburger Kunsthalle, Kupferstichkabinett Inv-Nr. 41087                                                                               |
| (1) 74 • 3     |                       | {c} 263f. • 74           | Friedrich, Christian (1779–1843) Caspar David Friedrich (1774–1840) INVENTOR ● Selbstbildnis {c} T Holzschnitt (nach einer Zeichnung von Caspar David Friedrich) | 1802 c                                       | 13,4 × 9,2 (Bild) {AK}    | Hamburger Kunsthalle, Kupferstichkabinett                                                                                             |
| (1) 74 • 4     |                       |                          | Friedrich, Christian (1779–1843) Caspar David Friedrich (1774–1840) INVENTOR ● Selbstbildnis (Caspar David Friedrich) T Holzschnitt (nach einer Zeichnung von Caspar David Friedrich) | 1805 nach                                    | 6,8 × 6,9 (Bild) {AK}     | Hamburger Kunsthalle, Kupferstichkabinett Inv-Nr. 1925–52                                                                             |
| (1) 75 • 5     | {d} 357, 359 • 358    | {c} 264 • 75             | ● Selbstbildnis mit aufgestütztem Arm {c,d,m} T Feder in Braun, Bleistift, auf Bütten | 1802 c {m} 1802/03 c {d}                     | 26,7 × 21,5 {m}           | Hamburger Kunsthalle, Kupferstichkabinett Inv-Nr. 1932-153                                                                            |
| (1) 76 • 6     |                       |                          | Kügelgen, Gerhard von (1772–1820) ● Der Maler Caspar David Friedrich T Öl a. Lwd. | 1808 c {m}                                   | 53,3 × 41,5 {m}           | Hamburger Kunsthalle Inv-Nr. HK-2670                                                                                                  |
| (1) 77 • 7     |                       |                          | Kersting, Georg Friedrich (1785–1847) ● Caspar David Friedrich in seinem Atelier T Öl a. Lwd. | 1811 {m}                                     | 54 × 42 {m}               | Hamburger Kunsthalle Inv-Nr. HK-1285                                                                                                  |
| (1) 78 • 8     |                       |                          | Labroue, Alphonse de (1792–1863) ● Bildnis Caspar David Friedrich T Aquarell, Gouache auf Elfenbein | 1820 {AK}                                    | 8,6 × 7,2 {AK}            | Paris, Fondation Custodia, Collection Frits Lugt                                                                                      |
| (1) 79 • 9     |                       |                          | David, Pierre Jean (1788–1856) (genannt David d’Angers) ● Porträt Caspar David Friedrich T Braun patinierte Bronze | 1834 {m}                                     | ø 17,5                    | Hamburger Kunsthalle, Sammlung Münzen & Medaillen Inv-Nr. M-2023-1                                                                    |
| (2) 83 • 10    | {d} 82 • 35r          | {c} 236f. • 8            | ● Frederiksberger Quelle bei Kopenhagen {m} Frederiksberger Quelle bei Kopenhagen I {d} Quelle im Frederiksberger Garten I {c} T Feder in Braun, Aquarell, über Bleistiftspuren, auf Bütten | 1797-07-09 {d}                               | 21,7 × 16,8 {m}           | Dresden, Kupferstichkabinett Inv-Nr. C 1927-25                                                                                        |
| (2) 85 • 11    | {d} 83, 85 • 37       | {c} 237f. • 10           | ● Die Luisenquelle in Frederiksdahl {m} Luisenquelle in Frederiksdahl {c,d} T Feder in Braun, Aquarell, Bleistift, auf Bütten. {m/d} (gerahmt durch schwarze und braune Einfassungslinien) {d} / (Rahmen: Pinsel in Schwarz) {m}                                                                                                | 1797-08-06 {d}                               | 29,2 × 24,2 {m}           | Hamburger Kunsthalle, Kupferstichkabinett Inv-Nr. 1916-146                                                                            |
| (2) 86 • 12    | {d} 79f. • 34r        | {c} 236 • 7r             | ● Emilias Kilde bei Kopenhagen {m} - Emilias Kilde {c,d} T Feder in Schwarz, Pinsel in Grau, Aquarell, über Bleistift(spuren), auf Bütten. Einfassungslinie (Pinsel in Schwarz) {m/d} | 1797-05-15 {d}                               | 22,1 × 17 {m}             | Hamburger Kunsthalle, Kupferstichkabinett Inv-Nr. 1916-147                                                                            |
| (2) 87 • 13    | {d} 86f. • 39         | {c} 238 • 12             | ● Landschaft mit Pavillon {c,d,m} T Feder in Schwarz, Pinsel in Grau und Braun, Aquarell, Bleistift, auf Bütten {m/d} | 1797 {m} 1797 c {d}                          | 16,7 × 21,7 {m}           | Hamburger Kunsthalle, Kupferstichkabinett Inv-Nr. 1928-3                                                                              |
| (2) 89 • 14    | {d} 122f. • 101r      | {d} 122f. • 101r         | ● Fischer mit Booten am Ufer, das eine auf Balken. Sitzender Zeichner. Baum- und Hausstudien {m} - Fischer mit Booten am Ufer, zeichnender Mann {d} T Feder in Braun, Bleistift, auf Papier (vergé) | 1799 {m} 1799 c {d}                          | 18,1 × 23,2 {m}           | Berlin, Kupferstichkabinett Inv-Nr. SZ CD.Friedrich 43 recto                                                                          |
| (2) 89 • 15    | {d} 143 • 117r        | {d} 143 • 117r           | ● Pflanzen- und Blattstudien {d,m} T Feder in Schwarzgrau, laviert, Bleistift, Tintenproben, auf Papier (vergé) {m/d} | 1799-06-26 {d,m}                             | 23,7 × 18,8 {m}           | Berlin, Kupferstichkabinett Inv-Nr. SZ CD.Friedrich 57 recto                                                                          |
| (2) 91 • 16    | {d} 148 • 122r        | {d} 148 • 122r           | ● Pflanzenstudien {d,m} T Feder in Braun und Schwarzgrau, Bleistift, auf Papier (vergé) {m/d} | 1799-06-27 1799-07-20 {d,m}                  | 23,7 × 18,8 {m}           | Berlin, Kupferstichkabinett Inv-Nr. SZ CD.Friedrich 62 recto                                                                          |
| (2) 91 • 17    | {d} 146f. • 121v      | {d} 146f. • 121v         | ● Disteln {d,m} T Feder in Braun, laviert, Bleistift, auf Bütten {d,m} | 1799-06-26 {d,m}                             | 23,7 × 18,8 {m}           | Berlin, Kupferstichkabinett Inv-Nr. SZ CD.Friedrich 61 verso                                                                          |
| (2) 92 • 18    | {d} 187f. • 170r      | {d} 187f. • 170r         | ● Stumpf einer Weide mit neuen Zweigen {d,m} T Feder in Schwarzgrau, laviert, Bleistift, auf Papier (vergé) {m} | 1799-08-12 {d,m}                             | 18,9 × 24,1 {m}           | Berlin, Kupferstichkabinett Inv-Nr. SZ CD.Friedrich 86 recto                                                                          |
| (2) 93 • 19    | {d} 151f. • 126r      | {d} 151f. • 126r         | ● Distel und zwei Baumstudien {d,m} T Feder in Schwarzgrau, laviert, Bleistift, auf Papier (vergé) {m} | 1799-07-17 1799-07-24 {d,m}                  | 18,8 × 23,7 {m}           | Berlin, Kupferstichkabinett Inv-Nr. SZ CD.Friedrich 66 recto                                                                          |
| (2) 94 • 20    | {d} 123f. • 102v      | {d} 123f. • 102v         | ● Pflanzenstudie (Farn) und Laubwald {m} - Pflanzen- und Laubwaldstudien {d} T Feder in Grauschwarz, Bleistift, auf Bütten {d/m} | 1799 {m} 1799 c {d}                          | 18,8 × 23,6 {m}           | Berlin, Kupferstichkabinett Inv-Nr. SZ CD.Friedrich 44 verso                                                                          |
| (2) 94 • 21    | {d} 138f. • 114r      | {d} 138f. • 114r         | ● Hügellandschaft mit vier hochstämmigen Fichten, darunter Zweig mit Blättern {m} - Hügellandschaft mit vier hochstämmigen Fichten {d} T Feder in Grauschwarz, über Bleistift(spuren), auf Papier (vergé) {d/m} | 1799-06-07 {d,m}                             | 18,8 × 23,7 {m}           | Berlin, Kupferstichkabinett Inv-Nr. SZ CD.Friedrich 54 recto                                                                          |
| (2) 95 • 22    | {d} 137f. • 113r      | {d} 137f. • 113r         | ● Baumstudie, darunter Felsblock {d,m} T Feder in Braun, grau laviert, Bleistift, auf Papier (vergé) {d/m} | 1799-05-27 {d,m}                             | 23,7 × 18,8 {m}           | Berlin, Kupferstichkabinett Inv-Nr. SZ CD.Friedrich 53 recto                                                                          |
| (2) 95 • 23    | {d} 157 • 133r        | {d} 157 • 133r           | ● Baumgruppe {d,m} T Feder in Schwarzgrau und Grau, laviert, Bleistift, auf Papier (vergé) {d/m} | 1799-07-28 1799-07-29 {d,m}                  | 23,5 × 18,8 {m}           | Berlin, Kupferstichkabinett Inv-Nr. SZ CD.Friedrich 73 recto                                                                          |
| (2) 96 • 24    | {d} 124 • 103v        | {d} 124 • 103v           | ● Wolkenstudien {d,m} T Bleistift auf Papier (vergé) {m} | 1799 {d,m}                                   | 18,8 × 23,6 {m}           | Berlin, Kupferstichkabinett Inv-Nr. SZ CD.Friedrich 45 verso                                                                          |
| (2) 96 • 25    | {d} 195 • 182r        | {d} 195 • 182r           | ● Felsstudien {d,m} T Feder in Schwarz, Bleistift, auf Papier (vergé) {d/m} | 1799-10-07 {d,m}                             | 24,2 × 18,8 {m}           | Berlin, Kupferstichkabinett Inv-Nr. SZ CD.Friedrich 98 recto                                                                          |
| (2) 97 • 26    | {d} 139 • 115r        | {d} 139 • 115r           | ● Felshang {d,m} T Feder in Grau, laviert, Bleistift, auf Papier (vergé) {d/m} | 1799-06-09 {d,m}                             | 23,7 × 18,8 {m}           | Berlin, Kupferstichkabinett Inv-Nr. SZ CD.Friedrich 55 recto                                                                          |
| (2) 97 • 27    | {d} 185, 187 • 169r   | {d} 185,187 • 169r       | ● Felsenstudie, rechts Stufen {d,m} T Feder in Grauschwarz, laviert, über Bleistift(spuren), auf Bütten {d/m} | 1799-08-10 1799-08-12 {d,m}                  | 18,8 × 24,1 {m}           | Berlin, Kupferstichkabinett Inv-Nr. SZ CD.Friedrich 85 recto                                                                          |
| (2) 98 • 28    | {d} 131, 133 • 109r   | {d} 131,133 • 109r       | ● Felsenstudie mit Bäumen, darunter zwei liegende Gestalten {m} - Felshang mit Baumbestand {d} T Feder in Grauschwarz, braun laviert, Bleistift, auf Papier (vergé) {m} | 1799-05-20 {d,m} 1803/04 {m}                 | 23,7 × 18,8 {m}           | Berlin, Kupferstichkabinett Inv-Nr. SZ CD.Friedrich 50 recto                                                                          |
| (2) 99 • 29    | {d} 287, 289f. • 292  | {d} 287,289f. • 292      | ● Amselfall bei Rathen {d,m} T Bleistift auf Velin {d} | 1799 c {d,m}                                 | 36,7 × 23,5 {m}           | Hamburger Kunsthalle, Kupferstichkabinett Inv-Nr. 41093                                                                               |
| (2) 101 • 30   | {d} 178 • 163         | {d} 178 • 163            | ● Der Regenstein im Harz {m} - Felskuppe mit bewaldeter Anhöhe {d} T Feder in Schwarzgrau, Pinsel in Grau (Lavierung), Bleistift, auf Velin {d/m} | 1800 c {m} 1799 c {d}                        | 17,8 × 26,1 {m}           | Hamburger Kunsthalle, Kupferstichkabinett Inv-Nr. 41089                                                                               |
| (2) 101 • 31   |                       | {c} 246 • 30             | ● Der Regenstein im Harz {AK} - Felsmassiv mit Höhlen und Mauerwerk {c} T Radierung | 1800 c {AK}                                  | 14,6 × 22,5 (Platte) {AK} | Hamburger Kunsthalle, Kupferstichkabinett                                                                                             |
| (2) 102 • 32   |                       | {c} 243f. • 25           | ● Herrenhaus mit Wirtschaftsgebäude an abfallender Straße {c} T Radierung | 1799 {c,AK}                                  | 8,7 × 6,4 (Platte) {AK}   | Kiel, Kunsthalle zu Kiel |
| (2) 102 • 33   | {d} 196f. • 184r      | {d} 196f. • 184r         | ● Herrenhaus auf dem Hügel, vorn Gartenmauer und Weg {m} - Landschaft mit Herrenhaus {d} T Feder in Schwarz, Bleistift, auf Papier (vergé) {m/d} | 1799-10-12 {d,m}                             | 24,4 × 18,8 {m}           | Berlin, Kupferstichkabinett Inv-Nr. SZ CD.Friedrich 99 recto                                                                          |
| (2) 102 • 34   | {d} 197f. • 185r      | {c} 244f. • 27           | ● Gehöft mit Bäumen und Hügel, darüber Hügellandschaft (in das Skizzenbuch eingeklebte Radierung, Probedruck mit Widmung an Quistorp) {m} - Hang, Bäume und Fachwerkhäuser (Probedruck für Radierung mit Widmung an Quistorp) {d} - Bauernhäuser vor Berghang {c} T Radierung auf Papier (vergé) {m/d}                          | 1799-11-25 {d,m}                             | 22,2 × 19,2 (Blatt) {m}   | Berlin, Kupferstichkabinett Inv-Nr. SZ CD.Friedrich 100 recto                                                                         |
| (2) 103 • 35   | {d} 206 • 201         | {c} 250f. • 39           | ● Straße an der Elbe mit verfallenem Torbogen {c,m} - Straße an der Elbe {d} T Feder in Grau, Pinsel in Grau (Lavierung), Bleistift, auf Bütten {m/d} | 1799 c {d,m}                                 | 24,2 × 37 {m}             | Hamburger Kunsthalle, Kupferstichkabinett Inv-Nr. 41090                                                                               |
| (2) 103 • 36   |                       | Johann Alexander Thiele  | Thiele, Johann Alexander (1685–1752) ● Die Ruine des alten Elbtores in Pirna von Westen {AK} - Die Ruine des alten Elbtores an der Elbe in Pirna von Westen {m} T Radierung | 1742 {m}                                     | 11,5 × 16,6 (Platte) {m}  | Dresden, Kupferstichkabinett Inv-Nr. A 132945                                                                                         |
| (2) 104 • 37   |                       | {c} 268 • 84             | ● Die Brandstätte{c,m} T Radierung | 1802 {d,m}                                   | 9,1 × 13,5 (Platte) {AK}  | Hamburger Kunsthalle, Kupferstichkabinett                                                                                             |
| (2) 104 • 38   |                       | {c} 276f. • 107          | ● Steg mit Brückenkreuz vor Baumgruppe am Fluss {c,AK} T Radierung | 1803 c {m} 1803/04 {AK}                      | 9,1 × 15,3 (Platte) {AK}  | Hamburger Kunsthalle, Kupferstichkabinett                                                                                             |
| (2) 105 • 39   | {d} 214, 216 • 213r   | {d} 214,216 • 213r       | ● Ansicht von Hainichen (Dorf mit zwei Kirchen) {AK} - Dorf mit zwei Kirchen {m} - Landschaft mit zwei Kirchen (Oederan) {d} T Feder in Schwarz über Bleistift, quadriert (mit Bleistift), Zirkeleinstiche auf Quadrierungslinien {d}, auf Velin {d/m}                                                                          | 1799-06-26 {d,m}                             | 23,5 × 38 {m}             | Hamburger Kunsthalle, Kupferstichkabinett Inv-Nr. 41092                                                                               |
| (2) 107 • 40   | {d} 127– 129 • 106r   | {c} 241 • 19             | ● Abschiedsszene {d} - Abschiedsszene am Strand (Fischer mit Segelboot) {c} T Pinsel in Grau über Bleistift(spuren), laviert, auf Bütten {d/AK} | 1799-05-16 {d}                               | 18,6 × 23,6 {AK}          | Mannheim, Kunsthalle, Graphische Sammlung                                                                                             |
| (2) 107 • 41   | {d} 135– 137 • 112r   | {c} 241f. • 20r          | ● Trauerszene {d,m} - Trauerszene am Strand {c} T Pinsel in Graubraun über Bleistift, laviert, auf Bütten | 1799-05-26 {d}                               | 19 × 23,9 {m}             | Mannheim, Kunsthalle, Graphische Sammlung                                                                                             |
| (2) 108 • 42   | {d} 270f. • 271       | {c} 254f. • 51           | ● Auf einem Felsen sitzende Frau {m} - Auf einem Felsen sitzende Frau neben einem dürren, mit Efeu berankten Baum {c} - Sitzende Frau vor Gebüsch {d} T Feder in Braun, Pinsel in Braun (Lavierung), über Bleistift(spuren), auf Velin {m/d}                                                                                    | 1801-10-05 {d}                               | 18,6 × 11,9 {m}           | Dresden, Kupferstichkabinett Inv-Nr. C 1919–70                                                                                        |
| (2) 109 • 43   | {d} 273 • 274         | {c} 255 • 53             | ● Ein Mädchen im Walde lesend; Studie einer Kuh; Studie eines Pferdekopfes {m} - Lesende Frau {d} - Die romantische Leserin {c} T Feder in Braun, Pinsel in Braun (Lavierung), Bleistift(spuren), auf Velin {m/d} | 1801-10-06 {d}                               | 18,6 × 11,9 {m}           | Dresden, Kupferstichkabinett Inv-Nr. C 1919–71                                                                                        |
| (2) 109 • 44   | {d} 274f. • 276       | {c} 256 • 55             | ● Zwei Mädchen vor einem Felsblock {c,d,m} T Feder in Braun, Pinsel in Braun (Lavierung), über Bleistift, auf Velin {m/d} | 1801-10-07 {d}                               | 18,6 × 11,9 {m}           | Dresden, Kupferstichkabinett Inv-Nr. C 1919–69                                                                                        |
| (2) 110 • 45   |                       | {c} 257f. • 60           | Friedrich, Christian (1779–1843) Caspar David Friedrich (1774–1840) INVENTOR ● Die Frau mit dem Spinnennetz zwischen kahlen Bäumen {c} - (Melancholie, Die Spinne) {c} T Holzschnitt (nach einer Zeichnung von Caspar David Friedrich)                                                                                          | 1801/02 c                                    | 17 × 11,9 (Bild) {AK}     | Hamburger Kunsthalle, Kupferstichkabinett                                                                                             |
| (2) 111 • 46   |                       | {c} 258 • 61             | Friedrich, Christian (1779–1843) Caspar David Friedrich (1774–1840) INVENTOR ● Die Frau mit dem Raben am Abgrund {c} T Holzschnitt (nach einer Zeichnung von Caspar David Friedrich) | 1801/02 c                                    | 16,9 × 11,9 (Bild) {AK}   | Hamburger Kunsthalle, Kupferstichkabinett                                                                                             |
| (2) 111 • 47   |                       | {c} 258 • 62             | Friedrich, Christian (1779–1843) Caspar David Friedrich (1774–1840) INVENTOR ● Knabe auf einem Grab schlafend {c,m} T Holzschnitt (nach einer Zeichnung von Caspar David Friedrich) | 1802 c {d,m}                                 | 7,7 × 11,5 (Bild) {m}     | Hamburger Kunsthalle, Kupferstichkabinett Inv-Nr. 49804                                                                               |
| (3) 115 • 48   | {d} 295– 297 • 297r   | {d} 295–297 • 297r       | ● Blick über die Wreechener See {d,m} T Feder in Braun, über Bleistift, auf Velin {d,m} | 1801-06-16 {d}                               | 23,7 × 36,7 {m}           | Frankfurt am Main, Städel Museum, Graphische Sammlung Inv-Nr. 13948                                                                   |
| (3) 115 • 49   | {d} 298f. • 299r      | {d} 298f. • 299r         | ● Rügenlandschaft mit Fernblick von Stresow nach Reddevitz und Zicker {m} - Rügenlandschaft mit Fernblick von Stresow über das Reddevitzer Höft nach Mönchgut {d} T Feder in Braun, über Bleistift, auf Velin {d/m} beschnittener Zustand {d}                                                                                   | 1801-06-17 {d}                               | 21,9 × 34,9 {m}           | Dresden, Kupferstichkabinett Inv-Nr. C 1926–42                                                                                        |
| (3) 117 • 50   | {d} 373 • 375         | {c} 272f. • 96           | ● Blick auf Arkona bei aufgehender Sonne {m} - Blick auf Arkona mit aufgehender Sonne {c} - Blick auf Arkona {d} T Pinsel in Rotbraun, Bleistift {m} T Pinsel in Braun (durch Lichtschäden rotbraune Verfärbung), Bleistift, auf Velin                                                                                          | 1802 c {m} 1803 c {d} nicht vor 1801 {d}     | 66,4 × 99 {m}             | Hamburger Kunsthalle, Kupferstichkabinett Inv-Nr. 1968-107                                                                            |
| (3) 117 • 51   | {d} 304, 306 • 304r   | {d} 304,306 • 304r       | ● Arkona auf Rügen {m} - Arkona {d} T Feder in Schwarz über Bleistift, Spuren brauner Lavierung, in Bleistift quadriert {m} T Feder in Dunkelbraun über Bleistift, laviert, quadriert, auf Velin {d} | 1801-06-22 {d}                               | 23,5 × 36,6 {m}           | Dresden, Kupferstichkabinett Inv-Nr. C 1974-509                                                                                       |
| (3) 119 • 52   | {d} 307– 309 • 306    | {d} 307–309 • 306        | ● Flachlandschaft auf Rügen {d,m} T Feder in Braun über Bleistift, mit Bleistift quadriert, auf Velin {m/d} | 1801-08-16 {d}                               | 23,4 × 36,9 {m}           | Hamburger Kunsthalle, Kupferstichkabinett Inv-Nr. 41095                                                                               |
| (3) 119 • 53   | {d} 309f. • 307       | {d} 309f. • 307          | ● Blick über die Ostseeküste von Rügen {m} - Südküste von Rügen (Mönchgut) {d} T Feder in Braun, Pinsel in Braun (Lavierung), über Bleistift, mit Bleistift quadriert, auf Velin {m/d} | 1801-08-17 {d}                               | 23,1 × 36,6 {m}           | Hamburger Kunsthalle, Kupferstichkabinett Inv-Nr. 41094                                                                               |
| (3) 120 • 54   | {d} 314– 316 • 310    | {d} 314–316 • 310        | ● Hügellandschaft auf Rügen (Mittelrügen mit Jasmunder Bodden) {m} - Blick vom Rugard auf Rügen {d} T Feder in Braun, Bleistift, mit Bleistift quadriert, auf Velin {m/d} | 1802-05-14 {d}                               | 23,5 × 36,5 {m}           | Dresden, Kupferstichkabinett Inv-Nr. C 1919–79                                                                                        |
| (3) 121 • 55   | {d} 327f. • 321       | {d} 327f. • 321          | ● Seeufer am Jasmunder Bodden auf Rügen {d,m} T Feder in Braun, Pinsel in Braun (Lavierung), über Bleistift, mit Bleistift quadriert, auf Velin {m/d} | 1802-05-16 {d}                               | 9,3 × 20,5 {m}            | Hamburger Kunsthalle, Kupferstichkabinett Inv-Nr. 41102                                                                               |
| (3) 121 • 56   | {d} 328f. • 322       | {d} 328f. • 322          | ● Seeufer auf Rügen {d,m} T Feder in Braun, Pinsel in Braun (Lavierung), über Bleistift, mit Bleistift quadriert, auf Velin {m/d} | 1802 c {d,m}                                 | 9,7 × 20,5 {m}            | Hamburger Kunsthalle, Kupferstichkabinett Inv-Nr. 41103                                                                               |
| (3) 121 • 57   | {d} 329f. • 323r      | {d} 329f. • 323r         | ● Seeufer auf Rügen mit zwei Fischerbooten {d,m} T Feder in Braun, Pinsel in Braun (Lavierung), über Bleistift(spuren), auf Velin {m/d} | 1802 c {d,m}                                 | 9 × 20,5 {m}              | Hamburger Kunsthalle, Kupferstichkabinett Inv-Nr. 41104                                                                               |
| (3) 122 • 58   | {d} 346f. • 346       | {c} 266 • 79             | ● Hütte mit Ziehbrunnen auf Rügen {c,m} - Hütte mit Ziehbrunnen {d} T Gouache, Einfassungslinie (Pinsel in Schwarz), auf Velin {m/d} | 1802 c {d,m}                                 | 13,9 × 21,5 {m}           | Hamburger Kunsthalle, Kupferstichkabinett Inv-Nr. 1919-204                                                                            |
| (3) 123 • 59   | {d} 347 • 347         | {c} 266f. • 80           | ● Rügenlandschaft mit Meeresbucht {m} - Meeresbucht auf Rügen {d} - Meeresbucht auf Rügen (Rügenlandschaft) {c} T Gouache über Bleistiftspuren, schwarz umrandet, auf Velin | 1802 c {d}                                   | 13 × 20,7 {AK}            | Weimar, Klassik Stiftung, Graphische Sammlungen Inv-Nr. KK 513                                                                        |
| (4) 126 • 60   | {d} 343f. • 341       | {c} 251f. • 42           | ● Ruine Eldena mit Begräbnis {c,d,m} - (Der Friedhof bei der Kirchenruine) {c,m} T Pinsel in Braun über Bleistift(spuren), Einfassung der Darstellung mit breitem Rand in schwarzer Tusche, auf Velin {m/d} | 1801 nach {m} 1802/03 c {d}                  | 15,5 × 21,9 {m}           | Dresden, Kupferstichkabinett Inv-Nr. C 1936-35                                                                                        |
| (4) 127 • 61   | {d} 349f. • 349r      | {c} 267 • 82r            | ● Flusslandschaft mit Hügelkreuz {d} - Flusslandschaft mit Kreuz {c} T Pinsel und Feder in Braun, über Bleistift, laviert, auf Velin | 1802-08-11 {d}                               | 12,1 × 18,1 {AK}          | Mannheim, Kunsthalle, Graphische Sammlung                                                                                             |
| (4) 127 • 62   | {d} 350f. • 350       | {c} 267 • 83             | ● Landweg mit Bach und Brücke {c,d,m} T Feder in Braun, Pinsel in Braun (Lavierung), stellenweise Bleistift, auf Velin {m/d} | 1802 {m} 1808 c {ð}                          | 11,5 × 18,2 {m}           | Hamburger Kunsthalle, Kupferstichkabinett Inv-Nr. 41105                                                                               |
| (4) 129 • 63   |                       | {c} 300 • 166            | ● Morgennebel im Gebirge {c,m} T Öl a. Lwd. | 1808 {m}                                     | 71 × 104 {m}              | Rudolstadt, Thüringer Landesmuseum Heidecksburg Inv-Nr. TLMH M 529                                                                    |
| (4) 131 • 64   |                       | {c} 313f. • 188          | ● Böhmische Landschaft mit dem Milleschauer {c,m} T Öl a. Lwd. | 1808 {m}                                     | 70 × 104 {m}              | Dresden, Albertinum, Galerie Neue Meister Inv-Nr. Gal.-Nr. 2197 E                                                                     |
| (4) 133 • 65   |                       | {c} 302-4 • 168          | ● Mönch am Meer {m} - Der Mönch am Meer {c} - (Wanderer am Gestade des Meeres) {c} T Öl a. Lwd. | 1808–10 {m}                                  | 110 × 171,5 {m}           | Berlin, Alte Nationalgalerie Inv-Nr. NG 9/85                                                                                          |
| (4) 135 • 66   |                       | {c} 308f. • 183          | ● Gebirgslandschaft mit Regenbogen {c,m} - (Landschaft mit dem Mondregenbogen) {c} T Öl a. Lwd. | 1809/10 {m}                                  | 69 × 102 {m}              | Essen, Museum Folkwang Inv-Nr. G 46                                                                                                   |
| (4) 137 • 67   |                       | {c} 316 • 192            | ● Landschaft mit Eichen und Jäger {c,m} T Öl a. Lwd. | 1811 {m}                                     | 32 × 44,5 {m}             | Winterthur, Kunst Museum Winterthur, Stiftung Oskar Reinhart Inv-Nr. OR 160                                                           |
| (4) 139 • 68   |                       | {c} 316 • 193            | ● Winterlandschaft {c} {Schwerin} T Öl a. Lwd. | 1811                                         | 32,5 × 45                 | Schwerin, Staatliches Museum Schwerin Inv-Nr. G 621                                                                                   |
| (4) 141 • 69   |                       | {c} OHNE                 | ● Winterlandschaft {London} T Öl a. Lwd. | 1811                                         | 32,5 × 45 {m}             | London, National Gallery Inv-Nr. NG 6517                                                                                              |
| (5) 145 • 70   |                       | {c} 325 • 203            | ● Kirchenruine Oybin {m} - Ruine Oybin {c} T Öl a. Lwd. | 1812 c {m}                                   | 65 × 47 {m}               | Hamburger Kunsthalle DL: Dauerleihgabe von Manfred Brockhaus, erworben 2018 Inv-Nr. HK-200926                                         |
| (5) 144 • 71   | {d} 587, 589 • 612    | {d} 587,589 • 612        | ● Klosterruine auf dem Oybin {d,m} T Aquarell über Bleistift, auf Velin | 1810-07-04 {d}                               | 25,5 × 35,8 {m}           | Hamburger Kunsthalle, Kupferstichkabinett Inv-Nr. 41101                                                                               |
| (5) 144 • 72   | {d} 641 • 668         | {d} 641 • 668            | ● Stehende Madonna {d} T Bleistift, auf Bütten (Pauspapier?) {d} | 1812 c {d}                                   | 19,2 × 11,9 {d}           | Stuttgart, Staatsgalerie, Grafische Sammlung                                                                                          |
| (5) 147 • 73   |                       | {c} 389 • 316            | ● Huttens Grab {c,m} T Öl a. Lwd. | 1823/24 {m}                                  | 93,5 × 73,4               | Weimar, Klassik Stiftung, Graphische Sammlungen Inv-Nr. G 690                                                                         |
| (5) 149 • 74   |                       | Carl Gustav Carus        | Carus, Carl Gustav (1789–1869) ● Fenster am Oybin bei Mondschein T Öl a. Lwd. | 1825–28                                      | 27,7 × 32,8               | Schweinfurt, Museum Georg Schäfer |
| (5) 151 • 75   | {d} 933 • III-7       | {c} 485 • XIV            | ● Klosterruine Oybin {AK} - Ruine Oybin bei Mondschein {d} {Caspar David Friedrich bisher zugeschrieben} T Aquarell, Deckfarbe auf Transparentpapier, teilweise hinterklebt {d} | 1830 c {AK}                                  | 103 × 73 {d}              | Halle (Saale), Kunstmuseum Moritzburg                                                                                                 |
| (5) 153 • 76   |                       | Carl Blechen             | Blechen, Carl (1798–1840) zugeschrieben ● Klosterruine Oybin bei Zittau {im AK: Blechen zugeschrieben} T Öl auf Papier auf Pappe | 1823                                         | 37,5 × 27 {m}             | Bremen, Kunsthalle |
| (5) 155 • 77   |                       | {c} 407f. • 353          | ● Friedhof im Schnee {c,m} - (Winterlandschaft) {c} T Öl a. Lwd. | 1826/27 {m}                                  | 31 × 25,3 {m}             | Leipzig, Museum der bildenden Künste, Maximilian Speck von Sternburg Stiftung Inv-Nr. G 1733                                          |
| (5) 157 • 78   |                       | Carl Gustav Carus        | Carus, Carl Gustav (1789–1869) ● Friedhof auf dem Oybin T Öl a. Lwd. | 1828                                         | 67,5 × 52                 | Leipzig, Museum der bildenden Künste                                                                                                  |
| (5) 159 • 79   |                       | {c} 440f. • 415          | ● Ruine Eldena im Riesengebirge {m} - Ruine im Riesengebirge {c} - (Ruine Eldena im Riesengebirge) {c} T Öl a. Lwd. | 1830–34 {m}                                  | 72 × 101 {m}              | Greifswald, Pommersches Landesmuseum                                                                                                  |
| (5) 161 • 80   |                       | {c} 322f. • 201          | ● Kreuz im Gebirge {c,m} - (Kruzifix im Tannenwald) {c} T Öl a. Lwd. | 1812 c {m}                                   | 45 × 38 {m}               | Düsseldorf Inv-Nr. M 3 |
| (5) 162 • 81   | {d} 716, 718 • 779    | {c} 340f. • 229          | ● Altarentwurf mit der Komposition zum Kreuz im Gebirge {m} - Marienkirche Stralsund, Altarentwurf {d} - Kreuz vor Regenbogen im Gebirge {c} T Feder in Schwarz, Pinsel in Schwarz (Lavierung), Aquarell, partiell Bleistift, auf Velin {m/d} Aquarell, Feder in Grau über Bleistift, Velin {d} Feder und Pinsel in Schwarz {m} | 1817 ? {m} 1817/18 c {d}                     | 27 × 20,7 {m}             | Dresden, Kupferstichkabinett Inv-Nr. C 1944-26                                                                                        |
| (5) 163 • 82   |                       | {c} 385f. • 308          | ● Kreuz im Gebirge {c} - (Der Eisenstein, Dornenkrone) {c} T Öl a. Lwd. | 1823 c                                       | 127 × 71,7                | Gotha |
| (6) 167 • 83   |                       | {c} 319 • 195            | ● Felspartie {c,m} - (Felspartie im Harz) {c} T Öl a. Lwd. | 1811 {m}                                     | 32 × 45 {m}               | Dresden, Albertinum, Galerie Neue Meister Inv-Nr. Gal.-Nr. 3680                                                                       |
| (6) 166 • 84   | {d} 634 • 656         | {d} 634 • 656            | ● Studie zu zwei hohen Tannen {m} - Tannengruppe {d} T Bleistift auf Papier {m/d} | 1812 nicht nach {d}                          | 20,2 × 15,9 {m}           | Dresden, Kupferstichkabinett Inv-Nr. C 1937-425                                                                                       |
| (6) 169 • 85   |                       | {c} 325f. • 205          | ● Gräber gefallener Freiheitskrieger (Grabmale alter Helden) {m} - Grabmale alter Helden {c} - (Gräber gefallener Freiheitskrieger, Grab des Arminius) {c} T Öl a. Lwd. | 1812 {m}                                     | 49,3 × 69,8 {m}           | Hamburger Kunsthalle, Kupferstichkabinett Inv-Nr. HK-1048                                                                             |
| (6) 170 • 86   | {d} 629f. • 651       | {d} 629f. • 651          | ● Studie zur Felsenschlucht mit zwei kleinen Figuren am Höhleneingang {m} - Studie zur Felsenschlucht {d} T Bleistift, Aquarell, Bleistiftraster, die Schnittpunkte teilweise mit der Nadel durchstochen {m}, + Farbproben, auf Velin {d}                                                                                       | 1811-06-27 {d}                               | 19,2 × 24,5 {m}           | Wien, Albertina Inv-Nr. 28628 |
| (6) 171 • 87   | {d} 641f. • 669       | {d} 641f. • 669          | ● Drei perspektivische Studien für einen Grabstein {d,m} T Bleistift auf Bütten {d,m} | 1812 vor {d,m}                               | 18,8 × 18,3 {m}           | Stuttgart, Staatsgalerie, Grafische Sammlung Inv-Nr. C 1974/2444                                                                      |
| (6) 171 • 88   | {d} 641 • 667         | {d} 641 • 667            | ● Hermanns Grab (Arminiusgrab) {d,m} T Bleistift auf Bütten (rohweiß) {m} + Pauspapier {d} ? | 1812 vor {d,m}                               | 18,7 × 26,6 {m}           | Stuttgart, Staatsgalerie, Grafische Sammlung Inv-Nr. C 1974/2440                                                                      |
| (6) 173 • 89   |                       | {c} 327 • 206            | ● Felsental (Das Grab des Arminius) {m} - Höhle mit Grabmal {c} - (Grab des Arminius, Felsental) {c} T Öl a. Lwd. | 1813 c {m}                                   | 49,5 × 70,5 {m}           | Bremen, Kunsthalle Inv-Nr. 111-1909/5                                                                                                 |
| (6) 175 • 90   |                       | {c} 327f. • 207          | ● Der Chasseur im Waide {c} - (Ein beschneiter Tannenwald, Tannenwald mit dem Raben) {c} T Öl a. Lwd. | 1813 c                                       | 66 × 47                   | Privatbesitz |
| (6) 174 • 91   | {d} 657f. • 698       | {d} 657f. • 698          | ● Wald. Krippen {m} - Laub- und Nadelbäume {d} T Bleistift auf Velin {d/m} | 1813-07-20 {d}                               | 5,8 × 11,1 {m}            | Dresden, Kupferstichkabinett Inv-Nr. C 1919–87                                                                                        |
| (6) 177 • 92   |                       | Carl Gustav Carus        | Carus, Carl Gustav (1789–1869) ● Verschneiter Wald mit Steinkreuz T Öl a. Lwd. | 1823                                         | 28,9 × 21,5 {m}           | Frankfurt am Main, Frankfurter Goethe-Museum Inv-Nr. IV-1957-031                                                                      |
| (6) 179 • 93   |                       | {c} 412 • 362            | ● Tannenwald mit Wasserfall {c,m} T Öl a. Lwd. | 1828 {m}                                     | 44,2 × 34,8 {m}           | Hamburger Kunsthalle Inv-Nr. HK-5599                                                                                                  |
| (6) 181 • 94   |                       | {c} 412-14 • 363         | ● Frühschnee {c,m} - (Tannen im Schnee) {c} - (Fichtenwald im Winter) {c} T Öl a. Lwd. | 1827 c {m}                                   | 43,8 × 34,5 {m}           | Hamburger Kunsthalle Inv-Nr. HK-1057                                                                                                  |
| (6) 183 • 95   |                       | {c} 386f. • 311          | ● Das Eismeer {c,m} - (Die verunglückte Nordpolexpedition, Die verunglückte Hoffnung) {c} T Öl a. Lwd. | 1823/24 {m}                                  | 96,7 × 126,9 {m}          | Hamburger Kunsthalle Inv-Nr. HK-1051                                                                                                  |
| (6) 184 • 96   |                       |                          | ● Eisschollen {m} T Öl a. Lwd. | 1820/21                                      | 17,2 × 16,5 {m}           | Hamburger Kunsthalle Inv-Nr. HK-41085                                                                                                 |
| (6) 184 • 97   |                       |                          | ● Eisschollen {m} T Öl a. Lwd. | 1820/21                                      | 15,2 × 20,5 {m}           | Hamburger Kunsthalle Inv-Nr. HK-41086                                                                                                 |
| (6) 185 • 98   |                       |                          | ● Eisschollen {m} T Öl a. Lwd. | 1820/21                                      | 14 × 18 {m}               | Hamburger Kunsthalle Inv-Nr. HK-41084                                                                                                 |
| (6) 187 • 99   |                       | {c} 386 • 310            | ● Nordische Gebirgslandschaft bei Mondschein {c} T Öl a. Lwd. | 1822 c                                       | 23 × 30                   | Privatbesitz |
| (6) 189 • 100  |                       | {c} ?                    | ● Nordische Frühlingslandschaft T Öl a. Lwd. | 1825 c                                       | 35,3 × 49,1 {m}           | Washington, D.C., National Gallery of Art {NGA} Inv-Nr. 2004.113.1                                                                    |
| (6) 191 • 101  |                       | {c} 397f. • 330          | ● Der Watzmann {c,m} T Öl a. Lwd. | 1824/25 {m}                                  | 135 × 170 {m}             | Berlin. Alte Nationalgalerie Inv-Nr. F.V. 317                                                                                         |
| (6) 190 • 102  |                       | August Heinrich          | Heinrich, August (1794–1822) ● Der Watzmann T Bleistift, Aquarell, Gouache T Bleistift, Aquarell, Gouache | 1820–22 c                                    | 32,7 × 41,5 {m}           | Oslo, Nasjonalmuseet Inv-Nr. NG.K&H.B.15644                                                                                           |
| (6) 193 • 103  |                       | Carl Gustav Carus        | Carus, Carl Gustav (1789–1869) ● Das Eismeer von Chamonix T Öl a. Lwd. | 1825–27                                      | 93,6 × 119,8              | Schweinfurt, Museum Georg Schäfer |
| (7) 197 • 104  |                       | {c} 349 • 250            | ● Wanderer über dem Nebelmeer {m} - Der Wanderer über dem Nebelmeer {c} T Öl a. Lwd. | 1817 c {m}                                   | 94,8 × 74,8 {m}           | Hamburger Kunsthalle DL: Dauerleihgabe der Stiftung Hamburger Kunstsammlungen Inv-Nr. HK-5161                                         |
| (7) 196 • 105  | {d} 647f. • 680       | {d} 647f. • 680          | ● Felsige Kuppe {d,m} T Bleistift auf Velin (beschnitten) {d} | 1813-06-03 {d}                               | 11,3 × 18,6 {m}           | Dresden, Kupferstichkabinett Inv-Nr. C 1930–48                                                                                        |
| (7) 199 • 106  |                       | Carl Gustav Carus        | Carus, Carl Gustav (1789–1869) ● Wanderer auf Bergeshöh T Öl a. Lwd. | 1818                                         | 43,2 × 33,7 {m}           | Saint Louis, Saint Louis Art Museum, Museum Shop Fund Inv-Nr. 323:1991                                                                |
| (7) 201 • 107  |                       | Carl Gustav Carus        | Carus, Carl Gustav (1789–1869) ● Pilger im Felsental T Öl a. Lwd. | 1828–30 nach                                 | 28 × 22 {m}               | Berlin, Alte Nationalgalerie Inv-Nr. A II 416                                                                                         |
| (7) 203 • 108  |                       | {c} 356f. • 261          | ● Zwei Männer in Betrachtung des Mondes {c,m} T Öl a. Lwd. | 1819/20 {m}                                  | 33 × 44,5 {m}             | Dresden, Albertinum, Galerie Neue Meister Inv-Nr. Gal.-Nr. 2194                                                                       |
| (7) 205 • 109  |                       | {c} 353f. • 257          | ● Kreidefelsen auf Rügen {c,m} T Öl a. Lwd. | 1818 {m} 1818–22 c                           | 90,8 × 70,6 {m}           | Winterthur, Kunst Museum Winterthur, Stiftung Oskar Reinhart Inv-Nr. OR 165                                                           |
| (7) 207 • 110  |                       | {c} 347 • 245            | ● Frau am Strand von Rügen {c,m} Frau am Meer {c} T Öl a. Lwd. | 1818 c {m}                                   | 21,5 × 30 {m}             | Winterthur, Kunst Museum Winterthur Stiftung Oskar Reinhart Inv-Nr. OR 162                                                            |
| (7) 209 • 111  |                       | {c} 379 • 299            | ● Mondaufgang am Meer {c,m} - (Mondschein auf ruhigem Meer) {c} T Öl a. Lwd. | 1822 {m}                                     | 55 × 71 {m}               | Berlin, Alte Nationalgalerie Inv-Nr. W.S. 53                                                                                          |
| (7) 208 • 112  | {d} 767f. • 839       | {d} 767f. • 839          | ● Sitzender Mann, halb vom Rücken gesehen, nach links vorgeneigt {m} - Sitzender Mann {d} T Pinsel oder Feder in Grauschwarz auf Transparentpapier, kaschiert {m} Pinsel in Schwarz auf Pauspapier, kaschiert {d} | 1822 c {d,m}                                 | 10 × 6 {m}                | Berlin, Kupferstichkabinett Inv-Nr. SZ CD.Friedrich 13                                                                                |
| (7) 208 • 113  | {d} 728 • 796         | {d} 728 • 796            | ● Zwei sitzende Frauen nach links, halb vom Rücken gesehen - Zwei sitzende Frauen {d} T Feder in Grauschwarz auf Transparentpapier (kaschiert, Spuren einer Übertragung mit Graphitstift und schwarzem Pigment) {m} | 1818 c {d,m}                                 | 14,9 × 8,4 {m}            | Berlin, Kupferstichkabinett Inv-Nr. SZ CD.Friedrich 12                                                                                |
| (8) 213 • 114  |                       | {c} 345f. • 242          | ● Küstenlandschaft im Morgenlicht {m} Küstenlandschaft im Abendlicht {c} T Öl a. Lwd. | 1817 c {m}                                   | 22 × 31 {m}               | Lübeck, Museum Behnhaus Drägerhaus |
| (8) 214 • 115  |                       | {c} 345 • 241            | ● Schiffe auf der Reede {c,m} - (Strandbild) {c} T Öl a. Lwd. | 1818 c {m}                                   | 21 × 30 {m}               | Lübeck, Museum Behnhaus Drägerhaus LG: Leihgabe aus Berliner Privatsammlung                                                           |
| (8) 215 • 116  |                       | {c} 345 • 240            | ● Mondnacht am Strand mit Fischern {c,m} - (Mondnacht am Strand, Männer am Strand) {c} T Öl a. Lwd. | 1818 c {m}                                   | 21 × 30 {m}               | Lübeck, Museum Behnhaus Drägerhaus LG: Leihgabe aus Berliner Privatsammlung                                                           |
| (8) 217 • 117  |                       | {c} 347 • 246            | ● Küstenlandschaft im Mondschein {c} - Bord de mer au clair de lune {m} T Öl a. Lwd. | 1818 c {m}                                   | 22 × 30,5 {m}             | Paris, Musée du Louvre Inv-Nr. RF 2000 3                                                                                              |
| (8) 217 • 118  |                       | {c} 361f. • 268          | ● Fischerboote auf der Ostsee {c} - (Abend auf dem Meer) {c} T Öl a. Lwd. | 1820 c                                       | 21,8 × 30,5               | Schweinfurt, Museum Georg Schäfer |
| (8) 219 • 119  |                       | {c} 332 • 217            | ● Segelschiff {c,m} T Öl auf Leinwand auf Sperrholz | 1815 c {m}                                   | 72,3 × 51 {m}             | Chemnitz, Kunstsammlungen Chemnitz Inv-Nr. 215                                                                                        |
| (8) 221 • 120  |                       | {c} 342 • 233            | ● Nach dem Sturm {c,m} - (Stürmische Küste) {c} T Öl a. Lwd. | 1817 {m}                                     | 22,2 × 30,8 {m}           | Kopenhagen, Statens Museum for Kunst Inv-Nr. KMS8817                                                                                  |
| (8) 223 • 121  |                       | {c} 406 • 350            | ● Abend an der Ostsee {c} - (Seelandschaft) {c} T Öl a. Lwd. | 1826                                         | 25,2 × 31,2               | Schweinfurt, Museum Georg Schäfer |
| (8) 223 • 122  |                       | {c} 428 • 395            | ● Flachlandschaft am Greifswalder Bodden {c} - (Seestück, Abend an der Ostsee) {c} T Öl a. Lwd. | 1830–32 c                                    | 25,3 × 31,2               | Schweinfurt, Museum Georg Schäfer |
| (8) 225 • 123  |                       | {c} 425 • 391            | ● Abend am Ostseestrand {m} - Abend an der Ostsee {c} T Öl a. Lwd. | 1831 {m}                                     | 54 × 72 {m}               | Dresden, Galerie Neue Meister Inv-Nr. Gal.-Nr. 2197 C                                                                                 |
| (8) 227 • 124  |                       | {c} 426 • 392            | ● Meeresküste bei Mondschein {c,m} T Öl a. Lwd. | 1830 c {m}                                   | 77 × 97 {m}               | Berlin, Alte Nationalgalerie Inv-Nr. A I 749                                                                                          |
| (9) 231 • 125  | {d} 451 • 481         | {d} 451 • 481            | ● Alte Eiche mit Storchennest {m} - Eichbaum mit Storchennest {d} T Bleistift auf Velin {d} | 1806-05-23 {d}                               | 28,6 × 20,5 {m}           | Hamburger Kunsthalle Inv-Nr. 41097 |
| (9) 232 • 126  | {d} 472f. • 502       | {d} 472f. • 502          | ● Opferstein bei Quoltitz {d,m} T Bleistift, quadriert, Ritzungen auf Velin {d} | 1806-07-17 {d}                               | 25,9 × 35,8 {m}           | Oslo, Nasjonalmuseet Inv-Nr. NG.K&H.B.16012                                                                                           |
| (9) 233 • 127  | {d} 452 • 482         | {d} 452 • 482            | ● Alter Baum {m} - Dürrer Baum {d} T Bleistift auf Velin {d} | 1806-05-26 {d}                               | 28,1 × 19,1 {m}           | Dresden, Kupferstichkabinett Inv-Nr. C 1927–73                                                                                        |
| (9) 234 • 128  | {d} 658 • 699         | {d} 658 • 699            | ● Tannenbaum, Krippen {m} - Nadelbaum {d} T Bleistift auf Velin {d} | 1813-07-22 {d}                               | 10,7 × 7,3 {m}            | Dresden, Kupferstichkabinett Inv-Nr. C 1919–88                                                                                        |
| (9) 234 • 129  | {d} 556, 558f. • 586r | {c} 271 • 92av           | ● Kahler Eichbaum (Kahle Eiche) {m} - Studie einer Eiche {d} T Graphitstift, laviert, auf Velinpapier ohne Wz. {m} Bleistift auf Velin {d} | 1809-05-05 {d}                               | 36 × 25,8 {m}             | Nürnberg, Germanisches Nationalmuseum, Graphische Sammlung Inv-Nr. Hz4156                                                             |
| (9) 235 • 130  | {d} 554 • 584         | {d} 554 • 584            | ● Baumstudien {d,m} T Bleistift auf Papier (Rohweiß) {m} | 1809-05-01 1809-06-02 {d}                    | 36 × 25,9 {m}             | Stuttgart, Staatsgalerie Inv-Nr. C 1922/131                                                                                           |
| (9) 236 • 131  |                       | {d} ?                    | ● Ein gotisches Backsteingebäude und zwei Baumstudien T Bleistift, grau und braun laviert | 1809-04-18 1809-06-14                        | 30,9 × 25,2               | Privatbesitz |
| (9) 236 • 132  | {d} 561- 563 • 588    | {d} 561-563 • 588        | ● Studien von Hünengräbern bei Gützkow {m} - Studien eines Hünengrabes bei Gützkow {d} T Bleistift auf Velin {d} | 1809-05-19 {d}                               | 36 × 26 {m}               | Oslo, Nasjonalmuseet Inv-Nr. NG.K&H.B.16017                                                                                           |
| (9) 237 • 133  | {d} 875 • 968         | {d} 875 • 968            | ● Wolkenstudien {d,m} T Bleistift auf Velin {d} | 1835-09-22 {d}                               | 13,1 × 20,6 {m}           | Oslo, Nasjonalmuseet Inv-Nr. NG.K&H.B.16062                                                                                           |
| (9) 237 • 134  | {d} 876 • 969         | {d} 876 • 969            | ● Berglandschaft bei Teplitz mit Milleschauer {d,m} T Graphitstift, gehöht mit weißer Kreide, auf Velinpapier {d/m} | 1835-09-23 {d}                               | 13,1 × 20,5 {m}           | Nürnberg, Germanisches Nationalmuseum Graphische Sammlung Inv-Nr. Hz4157                                                              |
| (9) 238 • 135  | {d} 640 • 665         | {d} 640 • 665            | ● Tannengruppe {d,m} T Bleistift auf Velin {d} | 1812-07-01 {d}                               | 15,5 × 21,6 {m}           | Dresden, Kupferstichkabinett Inv-Nr. C 1913–31                                                                                        |
| (9) 238 • 136  | {d} 914f. • 1010      | {d} 914f. • 1010         | ● Geborstene Fichte {d} T Aquarell, Bleistift, auf Velin {d} | 1825-04 {d}                                  | 16,1 × 12,6 {d}           | Privatbesitz |
| (9) 239 • 137  | {d} 636, 638 • 661r   | {d} 636,638 • 661r       | ● Studienblatt mit Buchenwurzeln und Buchenstämmen {m} - Studien nach Buchenwurzeln {d} T Graphitstift, aquarelliert, auf Velinpapier {d,m} | 1812-03-21 {d}                               | 35,7 × 26 {m}             | Nürnberg, Germanisches Nationalmuseum Graphische Sammlung Inv-Nr. Hz4154                                                              |
| (9) 240 • 138  | {d} 868f. • 959       | {d} 868f. • 959          | ● Hügellandschaft mit Haus bei Teplitz {m} - Hügellandschaft mit Haus {d} T Bleistift auf Velin {d} | 1835-09-03 {d}                               | 11,7 × 19,8 {m}           | Dresden, Kupferstichkabinett Inv-Nr. C 1930–50                                                                                        |
| (9) 240 • 139  | {d} 874 • 966         | {d} 874 • 966            | ● Granitformation bei Teplitz {d,m} T Bleistift auf Velin {d} | 1835-09-12 {d}                               | 19,8 × 12,7 {m}           | Dresden, Kupferstichkabinett Inv-Nr. C 1930–53                                                                                        |
| (9) 241 • 140  | {d} 599f. • 622r      | {d} 599f. • 622r         | ● Riesengebirgslandschaft mit männlicher Rückenfigur {AK} - Gebirgslandschaft mit Figur (Schmiedeberger Kamm) {d} T Bleistift auf Velin {d} | 1810-07-13 {d}                               | 26 × 36 {d}               | Mannheim, Kunsthalle Graphische Sammlung                                                                                              |
| (9) 242 • 141  | {d} 611, 613 • 632    | {d} 611,613 • 632        | ● Felsblöcke im Riesengebirge {m} - Felsblöcke am Kochelfall {d} T Bleistift, Aquarell, Farbproben, auf Velin {d/m} | 1810-07-17 {d}                               | 25,1 × 35 {m}             | Dresden, Kupferstichkabinett Inv-Nr. C 2606                                                                                           |
| (9) 242 • 142  | {d} 610f. • 630       | {d} 610f. • 630          | ● Wiesenhang mit Felsblöcken und Fichten {m} - Wiesenhang mit zwei Fichten im Riesengebirge {d} T Bleistift, Aquarell, Farbproben, auf Velin {d/m} | 1810-07-12 {d}                               | 17,3 × 24,9 {m}           | Dresden, Kupferstichkabinett Inv-Nr. C 2603                                                                                           |
| (9) 243 • 143  | {d} 644, 646 • 677    | {c} 329 • 209            | ● Steinbruch bei Krippen {d,m} - Steinbruch {c} T Aquarell über Bleistift auf Velin {d,m} | 1813-07-19 {d,m}                             | 21 × 17,4 {m}             | Berlin, Kupferstichkabinett Inv-Nr. SZ CD.Friedrich 18                                                                                |
| (9) 244 • 144  | {d} 789f. • 867       | {c} 280 • 118            | ● Ruine mit Mönch (Gotische Klosterruine) {m} - Gotische Klosterruine {d} - Gotische Kirchenruine {c} T Feder in Braun, Pinsel in Grau, Aquarell; aufgezogen und fest aufgelegt und mit aufwendiger Montierung versehen {m} | 1813/14 c {d,m}                              | 12,7 × 12,7 {m}           | Hamburger Kunsthalle Inv-Nr. 41106 |
| (9) 244 • 145  | {d} 840f. • 927       | {c} 477 • 496            | ● Pforte in der Gartenmauer {m} - Halb zerfallene Mauer mit Pforte in der sächsischen Schweiz {d} T Aquarell über Bleistift, auf Velin {m/d} | 1828–30 c {m} 1828 c {d}                     | 12,2 × 18,5 {m}           | Hamburger Kunsthalle Inv-Nr. 41123 |
| (9) 245 • 146  | {d} 826f., 829 • 914  | {c} 417f. • 375          | ● Der Feldstein bei Rathen {d,m} - Der Heldstein bei Rathen an der Elbe {c} T Aquarell, Feder in Grau, Graphitstift, schwarz eingefasst, auf Velinpapier ohne Wz. {m} | 1828 c {d,m}                                 | 26,2 × 23,1 {d}           | Nürnberg, Germanisches Nationalmuseum Graphische Sammlung Inv-Nr. StN10538                                                            |
| (9) 246 • 147  | {d} 595f. • 619       | {d} 595f. • 619          | ● Gebirgswiese mit Elbquelle im Riesengebirge T Bleistift | 1810-07-10 {d}                               | 25,8 × 36,1 {m}           | Essen, Museum Folkwang Grafische Sammlung Inv-Nr. C 1/44                                                                              |
| (9) 246 • 148  | {d} 872f. • 964       | {d} 872f. • 964          | ● Mann auf einem Felsen bei Teplitz {m} - Mann auf Felsen in Teplitz {d} T Bleistift auf Velin {d} | 1835-09-10 {d}                               | 12,7 × 20,2 {m}           | Dresden, Kupferstichkabinett Inv-Nr. C 1927–74                                                                                        |
| (9) 247 • 149  | {d} 667 • 715         | {d} 667 • 715            | ● Selbstbildnis vom Rücken gesehen beim Zeichnen im Plauenschen Grund (Brief an Louise Seidler mit Federskizze; 12. Mai 1814) {m/u} - Briefskizze: Der Maler beim Zeichnen im Plauenschen Grund {d} T Feder in Schwarzbraun, auf Bütten {d,AK}                                                                                  | 1814-05-12 {d}                               | 19,4 × 26,3 {m}           | Dresden, Kupferstichkabinett Inv-Nr. C 1925-12                                                                                        |
| (9) 247 • 150  | {d} 661 • 703         | {c} 405f. • 348          | ● Zwei Männer auf das Meer weisend (Südküste von Rügen, Mönchgut) {m} - Zwei Männer auf das Meer weisend {d} T Feder in Schwarzgrau, Bleistiftspuren, auf Velin {d} | 1813 c {d,m}                                 | 17,2 × 18,6 {m}           | Dresden, Kupferstichkabinett Inv-Nr. C 1919–20                                                                                        |
| (9) 248 • 151  | {d} 597, 599 • 621    | {d} 597,599 • 621        | ● Zwei Studien mit Felsen und Bäumen (die untere um 180° gedreht) - Felsen, Bäume und Figur; Felsen und Bäume {d} T Bleistift, Aquarell, Farbproben, auf Velin {d/m} | 1810-07-12 {d}                               | 36 × 26 {d}               | Hamburger Kunsthalle Inv-Nr. 41100 |
| (9) 249 • 152  |                       | Georg Friedrich Kersting | Kersting, Georg Friedrich (1785–1847) ● Caspar David Friedrich und Gottlob Christian Kühn auf der Reise im Harz (?) T Bleistift | 1811-06-16                                   | 35,7 × 23,8 {m}           | Berlin, Kupferstichkabinett Inv-Nr. SZ Kersting 2                                                                                     |
| (10) 253 • 153 |                       | {c} 393 • 319            | ● Abend {c,m} - (Wolken) {c} T Ölfarbe, textiler Bildträger, Hartfaserplatte | 1824 {m}                                     | 20 × 27,5 {m}             | Mannheim, Kunsthalle |
| (10) 255 • 154 |                       | {c} 392 • 318            | ● Abendlicher Wolkenhimmel {m} Abend {c} T Öl a. Lwd. | 1824 {m}                                     | 12,5 × 21,2 {m}           | Wien, Belvedere Inv-Nr. 2379 |
| (10) 257 • 155 |                       | {c} 365f. • 276          | ● Ziehende Wolken {c,m} - (Wolken über dem Riesengebirge) {c} T Öl a. Lwd. | 1820 c {m}                                   | 18,3 × 24,5 {m}           | Hamburger Kunsthalle Inv-Nr. HK-1058                                                                                                  |
| (10) 259 • 156 |                       | {c} 362 • 269            | ● Nebelschwaden {c,m} T Öl a. Lwd. | 1820 c {m}                                   | 32,5 × 42,4 {m}           | Hamburger Kunsthalle Inv-Nr. HK-1056                                                                                                  |
| (10) 261 • 157 |                       | {c} 362f. • 270          | ● Blick auf die Ostsee {c,m} T Öl a. Lwd. | 1820–1825 c {m}                              | 34,5 × 44 {m}             | Düsseldorf Inv-Nr. M 7 |
| (10) 263 • 158 |                       | {c} 369 • 283            | ● Flußufer im Nebel / Elbschiff im Frühnebel {m} Elbschiff im Frühnebel {c} - (Flußufer im Nebel, Morgennebel auf der Elbe) {c} T Öl a. Lwd. | 1821 c {m}                                   | 22 × 33,5 {m}             | Köln, Wallraf-Richartz-Museum & Fondation Corboud Inv-Nr. auch https://museenkoeln.de/portal/bild-der-woche.aspx?bdw=2018_39 WRM 2667 |
| (10) 265 • 159 |                       | {c} 381,383 • 304        | ● Berglandschaft in Böhmen {m} - Riesengebirgslandschaft {c} - (Harzlandschaf, Gebirgslandschaft) {c} T Öl a. Lwd. | 1830 c {m}                                   | 35 × 48,8 {m}             | Hamburger Kunsthalle Inv-Nr. HK-1052                                                                                                  |
| (10) 267 • 160 |                       | {c} 425 • 390            | ● Sturzacker {c,m} T Öl a. Lwd. | 1830 c {m}                                   | 35 × 47,7 {m}             | Hamburger Kunsthalle Inv-Nr. HK-1053                                                                                                  |
| (10) 269 • 161 |                       | {c} 371f. • 285          | ● Wiesen bei Greifswald {c,m} T Öl a. Lwd. | 1821/22 {m}                                  | 34,5 × 48,3 {m}           | Hamburger Kunsthalle Inv-Nr. HK-1047                                                                                                  |
| (10) 270 • 162 |                       | {c} 337f. • 224          | ● Greifswald im Mondschein {c.m} T Öl a. Lwd. | 1817 {m}                                     | 22,5 × 30,5 {m}           | Oslo, Nasjonalmuseet Inv-Nr. NG.M.00387                                                                                               |
| (10) 271 • 163 | {d} 727f. • 795       | {c} 350 • 252            | ● Blick auf Greifswald {c,d} T Feder, Pinsel, Aquarell über Bleistift, auf Velin {AK/d} | 1818 c {d}                                   | 24 × 35,6 {d}             | Schweinfurt, Museum Georg Schäfer |
| (10) 273 • 164 |                       | {c} 393 • 321            | ● Hügel mit Bruchacker bei Dresden {m} - Hügel und Bruchacker bei Dresden {c} - (Sonnenuntergang) {c} T Öl a. Lwd. | 1824/25 {m}                                  | 22,2 × 30,4 {m}           | Hamburger Kunsthalle Inv-Nr. HK-1055                                                                                                  |
| (10) 275 • 165 |                       | Carl Gustav Carus        | Carus, Carl Gustav (1789–1869) ● Blick auf Dresden bei Sonnenuntergang T Öl a. Lwd. | 1822 c                                       | 22 × 30,5 {m}             | Chemnitz, Kunstsammlungen Chemnitz Inv-Nr. 211                                                                                        |
| (10) 277 • 166 |                       | {c} 448 • 427            | ● Das brennende Neubrandenburg {m} - Sonnenaufgang bei Neubrandenburg {c} - (Sonnenuntergang bei Neubrandenburg) {c} T Öl a. Lwd. | 1834 c {m}                                   | 72,2 × 101,3 {m}          | Hamburger Kunsthalle Inv-Nr. HK-1050                                                                                                  |
| (10) 279 • 167 |                       | {c} 363f. • 271          | ● Hünengrab im Herbst {c,m} - (Das Hünengrab, Landschaft mit Hünengrab bei auf steigendem Gewitter) I {c} T Öl a. Lwd. | 1820 c {m}                                   | 55 × 71 {m}               | Dresden, Galerie Neue Meister Inv-Nr. Gal.-Nr. 2195                                                                                   |
| (10) 281 • 168 |                       | {c} 411 • 359            | ● Gebüsch im Schnee {m} - Bäume und Sträucher im Schnee {c} T Öl a. Lwd. | 1827/28 {m}                                  | 31 × 25,5 {m}             | Dresden, Galerie Neue Meister Inv-Nr. Gal.-Nr. 2197 G                                                                                 |
| (10) 283 • 169 |                       | {c} 415 • 365            | ● Eichbaum im Schnee {c,m} T Öl a. Lwd. | 1829 {m}                                     | 71 × 48 {m}               | Berlin, Alte Nationalgalerie Inv-Nr. A II 338                                                                                         |
| (10) 285 • 170 |                       | {c} 360f. • 266          | ● Schwäne im Schilf {c,m} - (Zwei Schwäne auf dem Weiher im Mondschein) {c} T Öl a. Lwd. | 1820 c {m} 1819/20 c ????                    | 34,5 × 44 {m}             | Frankfurt am Main, Frankfurter Goethe-Museum Inv-Nr. IV-1974-002                                                                      |
| (10) 287 • 171 |                       | {c} OHNE                 | ● Waldinneres bei Mondschein T Öl a. Lwd. | 1823–30 c                                    | 70,5 × 49 {m}             | Berlin, Alte Nationalgalerie Inv-Nr. NG 12/92                                                                                         |
| (10) 289 • 172 |                       | {c} 440 • 414            | ● Das Riesengebirge {m} - Riesengebirge {c} - (Vor Sonnenaufgang) {c} T Öl a. Lwd. | 1830–35 c {m}                                | 72 × 102 {m}              | Berlin, Alte Nationalgalerie Inv-Nr. A I 1079                                                                                         |
| (10) 291 • 173 |                       | {c} 435,437 • 408        | ● Ostermorgen {c,m} T Öl a. Lwd. | 1828–35 c {m}                                | 43,7 × 34,4 {m}           | Madrid, Museo Nacional Thyssen-Bornemisza Inv. no. 792 (1973.24)                                                                      |
| (10) 290 • 174 | {d} 853f. • 941       | {d} 853f. • 941          | ● Zwei männliche Rückenfiguren und verschiedene kleine Figuren {m} T Pinsel in Schwarz auf Pauspapier {d,m} | 1835 c {d,m}                                 | 29,4 × 19,7 {m}           | Dresden, Kupferstichkabinett Inv-Nr. C 1925-13                                                                                        |
| (11) 295 • 175 |                       | Carl Gustav Carus        | Carus, Carl Gustav (1789–1869) ● Hünengrab mit ruhendem Wanderer T Öl auf Holz | 1819/20                                      | 17,8 × 24,5 {m}           | Dresden, Galerie Neue Meister Inv-Nr. Gal.-Nr. 2215 K                                                                                 |
| (11) 297 • 176 |                       | Carl Gustav Carus        | Carus, Carl Gustav (1789–1869) ● Goethe-Denkmal T Öl a. Lwd. | 1832                                         | 71,5 × 53,3 {m}           | Hamburger Kunsthalle Inv-Nr. HK-1157                                                                                                  |
| (11) 299 • 177 |                       | Ernst Ferdinand Oehme    | Oehme, Ernst Ferdinand (1797–1855) ● Prozession im Nebel T Öl a. Lwd. | 1828                                         | 81 × 101,5 {m}            | Dresden, Galerie Neue Meister Inv-Nr. Gal.-Nr. 2219 C                                                                                 |
| (11) 301 • 178 |                       | Ernst Ferdinand Oehme    | Oehme, Ernst Ferdinand (1797–1855) ● Waldinneres T Öl a. Lwd. | 1821/22                                      | 40 × 47,5 {m}             | Dresden, Galerie Neue Meister Inv-Nr. Gal.-Nr. 2219 A                                                                                 |
| (11) 303 • 179 |                       | August Heinrich          | Heinrich, August (1794–1822) ● Felsenschlucht im Uttewalder Grund in der Sächsischen Schweiz T Öl a. Lwd. | 1820                                         | 52 × 42 {m}               | Wien, Belvedere Inv-Nr. 2520 |
| (11) 305 • 180 |                       | Georg Heinrich Crola     | Crola, Georg Heinrich (1804–1879) ● Eichenstudie T Öl auf Papier auf Leinwand | 1834                                         | 48,3 × 37,5               | Privatbesitz |
| (11) 307 • 181 |                       | Johan Christian Dahl     | Dahl, Johan Christian (1788–1857) ● Die Oder nahe Swinemünde bei Mondschein T Öl auf Papier auf Holz | 1839                                         | 6,9 × 11,8                | Privatbesitz |
| (11) 309 • 182 |                       | Johan Christian Dahl     | Dahl, Johan Christian (1788–1857) ● Gewitterstimmung bei Dresden T Öl auf Papier auf Leinwand | 1830                                         | 20 × 33,8 {m}             | Hamburger Kunsthalle Inv-Nr. HK-1062                                                                                                  |
| (11) 311 • 183 |                       | Johan Christian Dahl     | Dahl, Johan Christian (1788–1857) ● Zwei Kirchtürme Kopenhagens gegen den Abendhimmel T Öl auf Leinwand auf Karton | 1837                                         | 11,5 × 15,2 {m}           | Hamburger Kunsthalle Inv-Nr. HK-1061                                                                                                  |
| (11) 313 • 184 |                       | Carl Gustav Carus        | Carus, Carl Gustav (1789–1869) ● Gebüsch bei Pillnitz T Öl auf Papier auf Pappe | 1835 c                                       | 23,3 × 29,8 {m}           | Hamburger Kunsthalle Inv-Nr. HK-5557                                                                                                  |
| (12) 317 • 185 | {d} 886f. • 980       | {c} 461f. • 460          | ● Eine Eule auf einem Sarg {m} - Eule auf dem Sarg {d} - Landschaft mit Grab, Sarg und Eule {c} T Pinsel in Braun (Sepia), über Bleistift, Feder in Grau, auf Velin {c/m/d} | 1835–38 {m} 1836/37 c {d}                    | 38,5 × 38,3 {m}           | Hamburger Kunsthalle Inv-Nr. 41119 |
| (12) 317 • 186 | {d} 876f. • 970       | {d} 876f. • 970          | ● Sarg auf frischem Grab {d,m} T Bleistift, auf Velin (zwei Falzbrüche) {d/m} | 1836 c {d}                                   | 40,3 × 39,5 {m}           | Hamburger Kunsthalle Inv-Nr. 41112 |
| (12) 319 • 187 |                       | {c} 456 • 449            | ● Berggipfel mit treibenden Wolken [Mountain Peak with Drifting Clouds] {m} - Hochgebirgsgipfel mit treibenden Wolken {c} T Öl a. Lwd. | 1835 c {m}                                   | 25 × 30,6 {m}             | Fort Worth, Kimbell Art Museum Inv-Nr. AP 1984.08                                                                                     |
| (12) 321 • 188 |                       | {c} 455f. • 448          | ● Sonnenaufgang im Riesengebirge -[Sunburst in the Riesengebirge] {m} - Sonnenblick im Riesengebirge {c} - (Nebel im Gebirge, Hochgebirgshalde) {c} T Öl a. Lwd. | 1835 {m}1835 c {c}                           | 25,4 × 31,8 {m}           | Saint Louis, Saint Louis Art Museum Inv-Nr. 1:2019                                                                                    |
| (12) 323 • 189 |                       | {c} 442f. • 419          | ● Riesengebirgslandschaft {c,m} - (Gebirgslandschaft aus Böhmen) {c} T Öl a. Lwd. | 1835 {m}1835 c {c}                           | 72 × 102 {m}              | Oslo, Nasjonalmuseet Inv-Nr. NG.M.00719                                                                                               |
| (12) 325 • 190 |                       | {c} 445f. • 423          | ● Wald im Spätherbst {c} - (Waldwasser ? Herbstwald) {c} T Öl a. Lwd. | 1835                                         | 34,7 × 43,8               | Erfurt, Angermuseum Erfurt |
| (12) 327 • 191 |                       | {c} 457 • 452            | ● Kiefernwald mit Teich {c} T Öl a. Lwd. | 1836 c                                       | 34,7 × 43,8               | Schweinfurt, Museum Georg Schäfer |
| (12) 329 • 192 | {d} 862f. • 952       | {c} 471 • 482            | ● Steiniger Strand mit Anker und Mondsichel {d,m} - Steiniger Meeresstrand mit Anker und Mondsichel (Der Anker) {c} T Pinsel in Braun, (Sepia/laviert), über Bleistift, schwarz umrandet, auf Velin {c/d/m} | 1835–1837 c {m} nicht vor 1818 1835/37 c {d} | 24,6 × 35,5 {m}           | Dresden, Kupferstichkabinett Inv-Nr. C 1937-418                                                                                       |
| (12) 329 • 193 | {d} 863f. • 954       | {c} 472 • 485            | ● Mondaufgang am Meer {c,d,m} - (Sonnenuntergang über dem Meer) {c} T Pinsel in Braun (Sepia), über Bleistift, Rahmen: Pinsel in Schwarz, Zirkel-Einstichpunkt (Mond), auf Velin {c,d,m,u} | 1835–1839 c {d,m}                            | 25,6 × 38,5 {m}           | Hamburger Kunsthalle Inv-Nr. 1952-131                                                                                                 |
| (12) 330 • 194 | {d} 893 • 987         | {c} 466f. • 470          | ● Tollense-See {c,d} T Pinsel in Braun (Sepia), Bleistift, schwarz umrandet, auf Velin {c/d} | 1837 nicht vor {d}                           | 24,8 × 39,3 {m}           | Kopenhagen, HM the Queen’s Reference Library Inv-Nr. 45.280                                                                           |
| (12) 330 • 195 | {d} 894 • 988         | {c} 469 • 476            | ● Hünengrab bei Gützkow {d} - Hünengrab bei Gützkow (Hünengrab auf Rügen) {c} T Pinsel in Braun (Sepia), Bleistift, schwarz umrandet, auf Velin {c/d} | 1837 c {d}                                   | 22,4 × 30,4 {m}           | Kopenhagen, HM the Queen’s Reference Library Inv-Nr. 45.276                                                                           |
| (12) 331 • 196 | {d} 894, 897 • 989    | {c} 467 • 471            | ● Harzhöhle {c,d} T Pinsel in Braun (Sepia), Bleistift, auf Velin {c/d} | 1837 c 1811 nicht vor 1838/39 nicht nach {d} | 34,5 × 43,8 {m}           | Kopenhagen, HM the Queen’s Reference Library Inv-Nr. 45.720                                                                           |
| (12) 333 • 197 |                       | {c} 458 • 453            | ● Mond hinter Wolken über dem Meeresufer {c} - (Meeresküste bei Mondschein) {c} T Öl a. Lwd. | 1835/36                                      | 134 × 169,2               | Hamburger Kunsthalle |

## Kritik
Die Ausstellung stieß in den Medien auf ausgesprochen große Resonanz und wurde vielfach gelobt. Das "Art Newspaper" sprach von einem "curatorial triumph"; Stefan Trinks würdigte in der FAZ vom 19. Dezember 2023, die Ausstellung habe "alles richtig" gemacht. Alan Posener war mit der Gestaltung der Ausstellung nicht zufrieden; für ihn haben die Kuratoren gezeigt, wie man mit dem Künstler und dem Publikum nicht umgehen soll: „Infantilisierung, Didaktisierung, Bevormundung und Indoktrinierung kennzeichneten die Schau in den viel zu kleinen Räumen der ‚Galerie der Gegenwart‘.“ Sie hätten damit „die Tradition der ideologischen Vereinnahmung des Künstlers“ fortgesetzt.